# Mostowlany
Mostowlany (biał. Мастаўляны) – wieś w Polsce położona w województwie podlaskim, w powiecie białostockim, w gminie Gródek.

## Historia
Mostowlany to dawna wieś szlachecka, która w końcu XVIII wieku położona była w powiecie wołkowyskim województwa nowogródzkiego Wielkiego Księstwa Litewskiego.

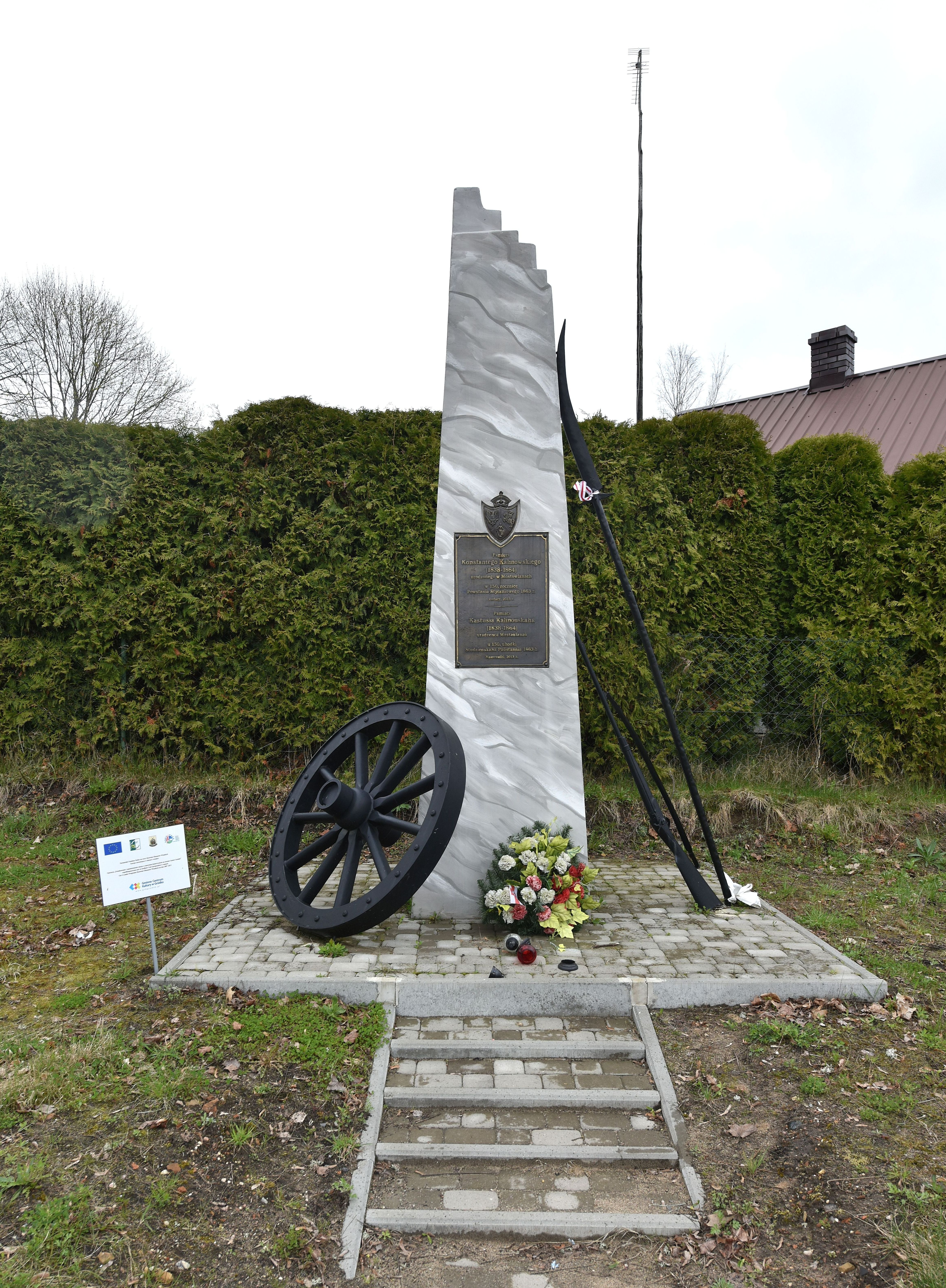
Pomnik Konstantego Kalinowskiego w Mostowlanach, miejscu narodzin

W 1838 roku w Mostowlanach urodził się Konstanty Kalinowski, powstaniec styczniowy, stracony przez Rosjan w 1864 roku w Wilnie. W celu jego upamiętnienia w 2015 roku we wsi odsłonięto pomnik poświęcony jego pamięci.
Według Powszechnego Spisu Ludności przeprowadzonego w 1921 roku wieś liczyła 9 domostw, które zamieszkiwały 52 osoby (29 kobiet i 23 mężczyzn). Wszyscy mieszkańcy miejscowości zadeklarowali wówczas białoruską przynależność narodową oraz wyznanie prawosławne. We wspomnianym okresie Mostowlany znajdowały się w gminie Hołynka w powiecie grodzieńskim.
W pobliskim folwarku o tej samej nazwie zamieszkiwało 77 osób, wśród których 71 osób było wyznania prawosławnego, 4 mojżeszowego, a 2 rzymskokatolickiego. Większość, w liczbie 70 osób, zadeklarowała narodowość białoruską, pozostali podali kolejno: narodowość polską (6 osób) i żydowską (1 osoba). W folwarku było 6 budynków mieszkalnych.
W latach 1975–1998 miejscowość administracyjnie należała do województwa białostockiego.
W związku z kryzysem migracyjnym na granicy z Białorusią, jaki nastąpił w połowie 2021 r., miejscowość i okolice objęte zostały stanem wyjątkowym.

## Zabytki
- drewniana cerkiew prawosławna pod wezwaniem św. Jana Teologa (parafialna), ok. 1862, nr rej.:A-383 z 21.12.1987
- drewniana kaplica prawosławna pod wezwaniem Świętych Kosmy i Damiana (cmentarna), k. XVIII, 1840, nr rej.:A-384 z 21.12.1987
- cmentarz cerkiewny, nr rej.:A-384 z 21.12.1987[14].

## Pozostałe obiekty
- Pomnik Wincentego Konstantego Kalinowskiego, odsłonięty w 2015 r.[15]

## Religia
Mostowlany są siedzibą parafii prawosławnej pw. św. Apostoła Jana Teologa.